# 1963 en musique classique
| \| • Retour à la chronologie générale de la musique classique • \| |
| Grèce • Rome • Haut Moyen Âge • VIIIe siècle • IXe siècle • Xe siècle • XIe siècle XIIe siècle • XIIIe siècle • XIVe siècle • XVe siècle • XVIe siècle • XVIIe siècle XVIIIe siècle • XIXe siècle • XXe siècle • XXIe siècle |
| • Retour à la chronologie générale de la musique classique • |

| Années en musique classique : 1960 - 1961 - 1962 - 1963 - 1964 - 1965 - 1966    |
| Décennies en musique classique : 1930 - 1940 - 1950 - 1960 - 1970 - 1980 - 1990 |

## Événements

### Créations
- 25 janvier : la Symphonie no 8 de Karl Amadeus Hartmann, créée par Rafael Kubelik à Cologne.
- 11 avril : Sept répons des ténèbres de Francis Poulenc, créé par l'Orchestre philharmonique de New York dirigé par Thomas Schippers.
- 18 mai : la Symphonie no 5 de Hans Werner Henze, créée par l'Orchestre philharmonique de New York dirigé par Leonard Bernstein, son dédicataire.
- 13 septembre : création à l'hôtel de ville de Hilversum aux Pays-Bas du Poème symphonique composé en 1962 par György Ligeti.
- 10 décembre : la Symphonie no 3 « Kaddish » de Leonard Bernstein, créée à Tel Aviv par l'Orchestre philharmonique d'Israël sous la direction du compositeur.
- 13 décembre : Perpetuum mobile d'Arvo Pärt, créé à Tallinn par l'Orchestre symphonique de la Radio estonienne sous la direction de Neeme Järvi.

#### Date indéterminée
- la Symphonie no 4 de Hans Werner Henze, créée au festival de Berlin sous la direction du compositeur.
- la Messe pour double chœur a cappella de Frank Martin, composée en 1922, créée à Hambourg.

### Autres

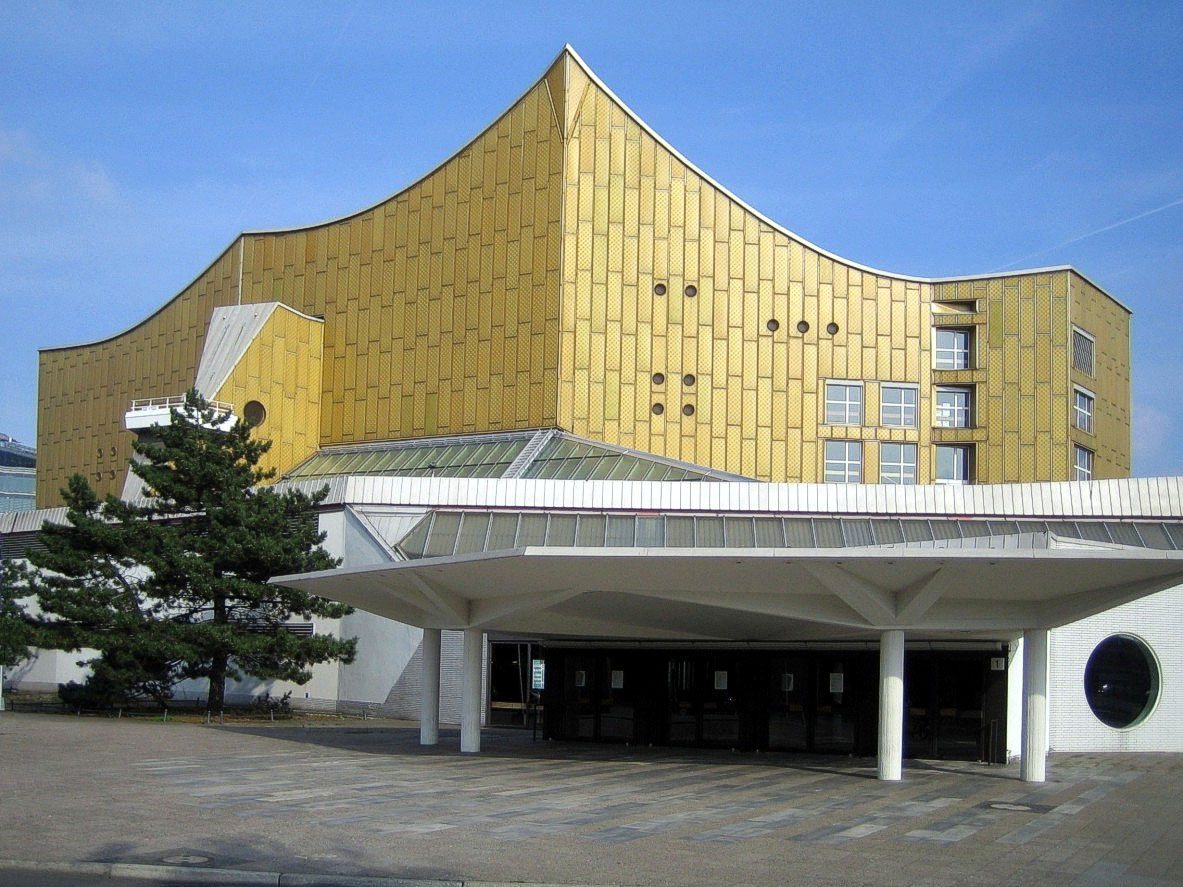
Salle de la Philharmonie de Berlin

- 1er janvier : concert du nouvel an de l'orchestre philharmonique de Vienne au Musikverein, dirigé par Willi Boskovsky.

- 15 octobre : concert inaugural de la salle de la  Philharmonie de Berlin, siège de l'Orchestre philharmonique de Berlin.
- Fondation de l'Orchestre de chambre Franz Liszt.
- Fondation du Quatuor Carl Nielsen.

## Prix
- Johann Nepomuk David reçoit le Prix Bach de la Ville libre et hanséatique de Hambourg.
- Anton Heiller reçoit le Prix de la ville de Vienne pour la musique.
- Michael Roll obtient le 1er prix du Concours international de piano de Leeds.
- Le Concerto pour piano de Samuel Barber reçoit le Prix Pulitzer de musique.

## Naissances

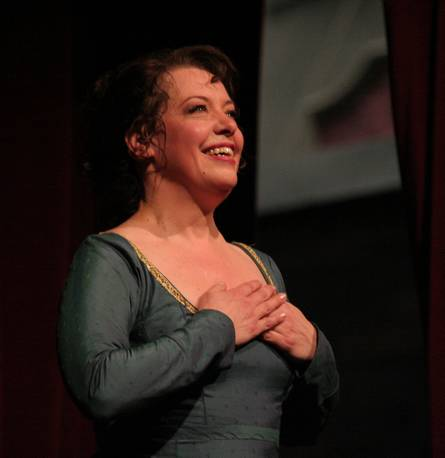
Nina Stemme

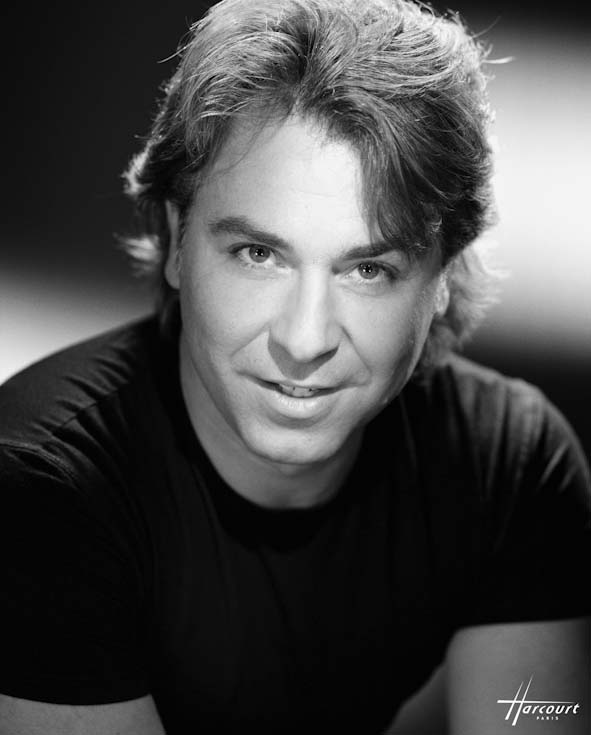
Roberto Alagna

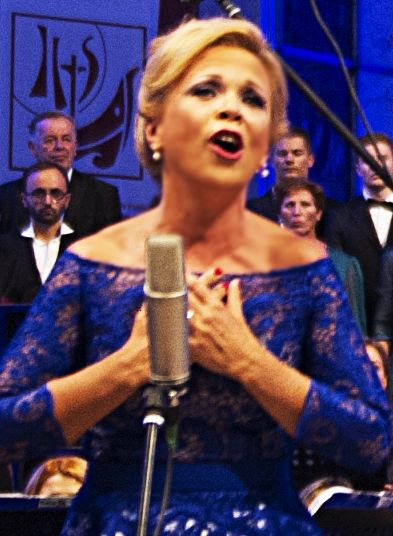
Inva Mula

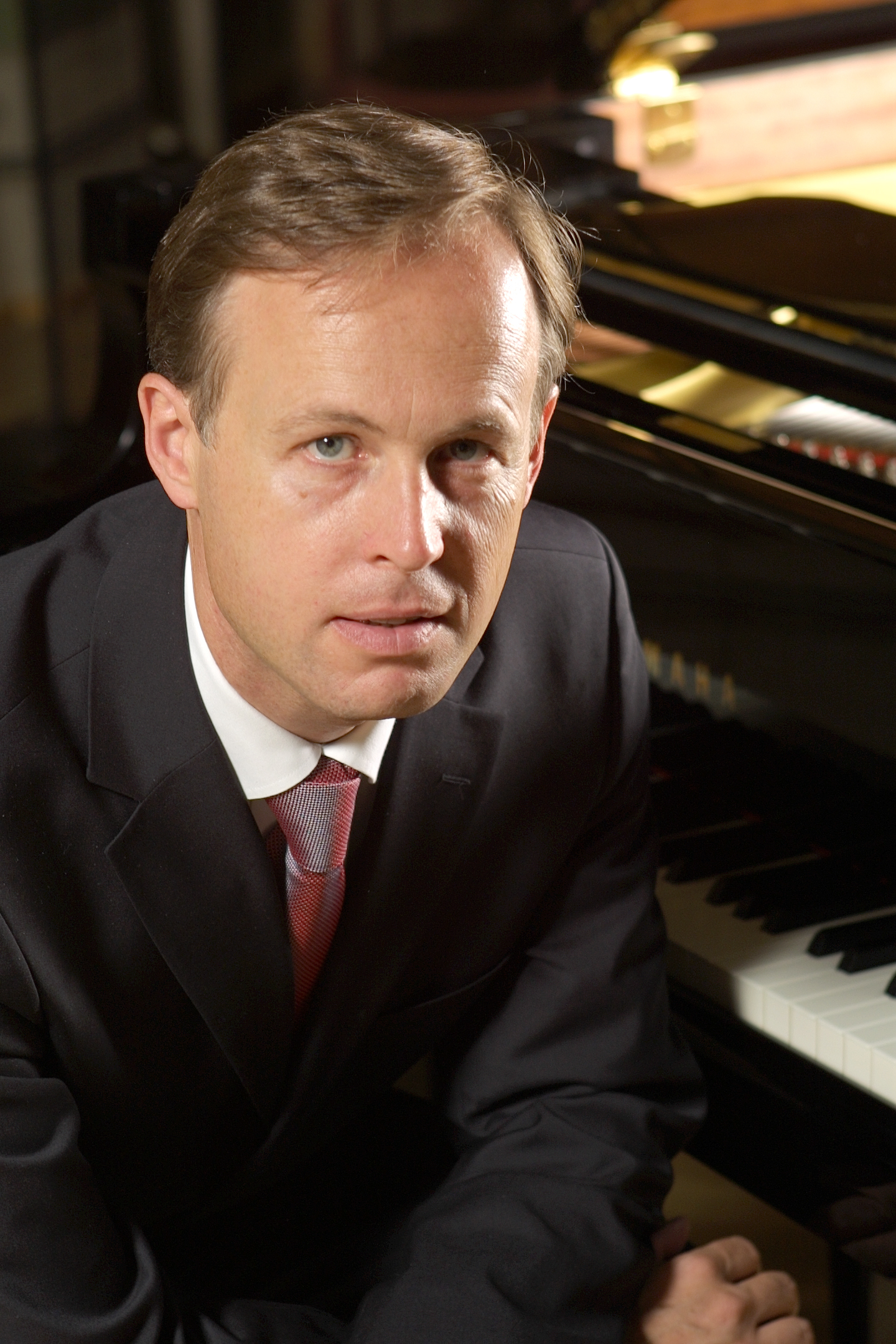
Nikolaus Schapfl

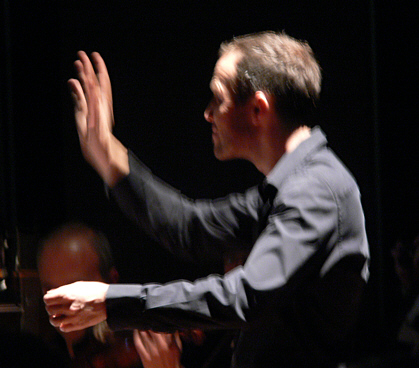
Michael Hofstetter

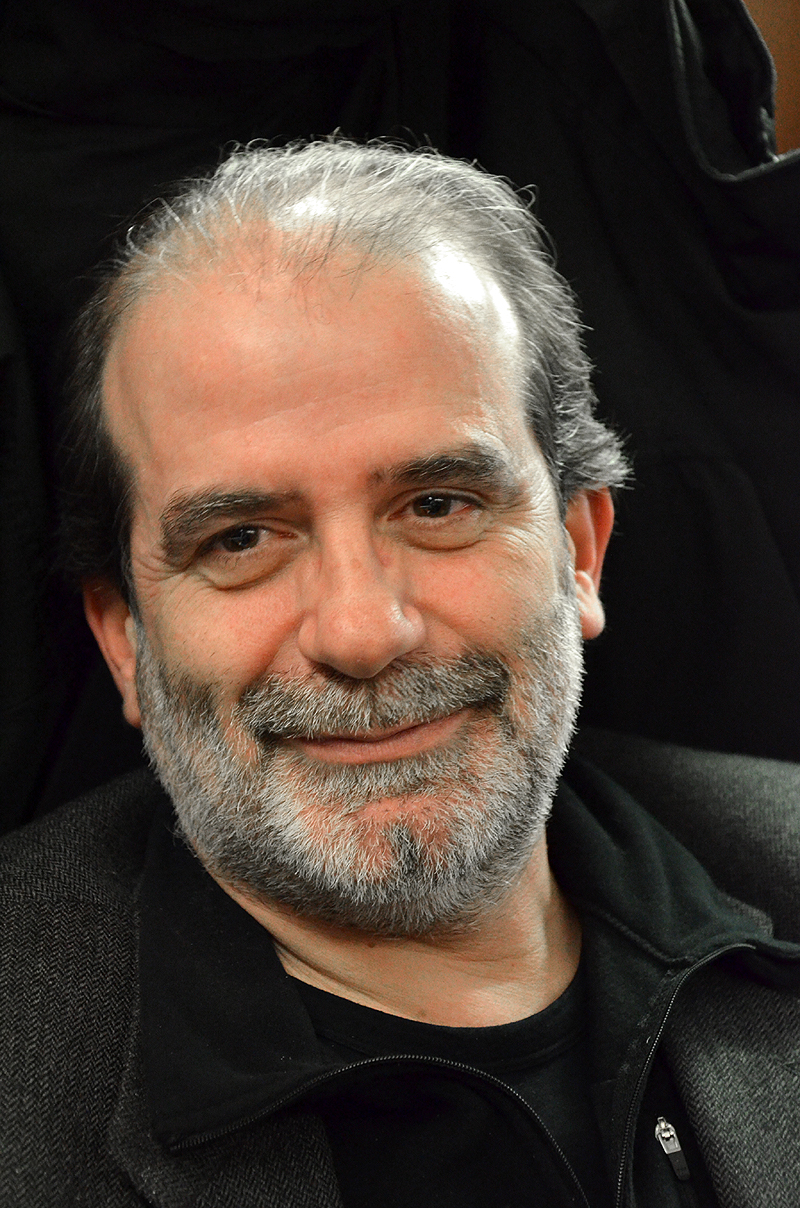
Andrea Marcon

- 2 janvier : Clara Maïda, compositrice française.
- 6 janvier : Bernfried Pröve, compositeur allemand.
- 10 janvier : Janice Baird, chanteuse soprano américaine.
- 12 janvier : Franck Ferrari, baryton français († 18 juin 2015).
- 24 janvier : Alexander Markov, violoniste américain.
- 6 février : Andrea Marcon, organiste, claveciniste, et chef d'orchestre italien.
- 10 mars : Bruno Letort, compositeur français.
- 27 mars : Bernard Labadie, chef d'orchestre et chef de chœur canadien.
- 2 avril : Paul Wehage, compositeur, chef d'orchestre, saxophoniste et musicologue américain.
- 19 avril : Graham Fitkin, compositeur, pianiste et chef d'orchestre britannique.
- 20 avril : Isabel Mundry, compositrice, allemande.
- 22 avril : Alain Basso, compositeur français.
- 11 mai : Nina Stemme, soprano suédoise.
- 12 mai : Jory Vinikour, claveciniste américain.
- 17 mai : Jaakko Mäntyjärvi, compositeur finlandais et traducteur finnois.
- 21 mai : David Stern, chef d'orchestre américain.
- 1er juin : Jean-Philippe Navarre, chef d'orchestre, claveciniste et musicologue français.
- 2 juin : Anne-Sophie Mutter, violoniste allemande.
- 7 juin : Roberto Alagna, ténor franco-italien.
- 13 juin : Sarah Connolly, mezzo-soprano anglaise.
- 18 juin : Iréne Theorin, chanteuse d'opéra suédoise.
- 23 juin : Pascal Vigneron, musicien français.
- 27 juin : Inva Mula, soprano albanaise.
- 4 juillet : Thomas Dausgaard, chef d'orchestre danois.
- 8 juillet : Susan Chilcott, soprano britannique († 4 septembre 2003).
- 11 juillet : Jean-François Sivadier, comédien, auteur et metteur en scène de théâtre et d'opéra.
- 13 juillet : Damien Top, ténor, musicologue et compositeur français.
- 14 juillet : Jacques Lacombe, organiste et chef d'orchestre québécois.
- 17 juillet : Pascal Desarzens, compositeur et violoncelliste vaudois.
- 29 juillet :
  - Olga Borodina, mezzo-soprano russe.
  - Ievgueni Kostitsyne, compositeur, chef d'orchestre et pianiste russe.
- 16 août : Hafedh Makni, violoniste et chef d'orchestre tunisien.
- 21 août : Nikolaus Schapfl, compositeur allemand.
- 28 août : Isabelle Bonnadier, chanteuse française.
- 6 septembre : Michael Hofstetter, chef d'orchestre allemand.
- 9 septembre : Sophie Lacaze, compositrice française.
- 11 septembre : John Pickard, compositeur anglais.
- 12 septembre : Luc Marty, compositeur français.
- 16 septembre : Thomas Larcher, compositeur autrichien de musique contemporaine.
- 17 septembre : Hélène Blanic, pianiste et chef de chant française.
- 3 octobre : Michel Bosc, compositeur français.
- 7 octobre : Jascha Nemtsov, pianiste et musicologue russe.
- 11 octobre : 
  - Horacio Franco, flûtiste et flûtiste à bec mexicain.
  - Fabián Panisello, compositeur et chef d'orchestre argentin.
- 20 octobre : John Storgårds, chef d'orchestre et violoniste finlandais.
- 26 novembre : Philippe Magnan, hautboïste et pédagogue québécois.
- 14 décembre : François Chaplin, pianiste français.
- 18 décembre : Olivier Chauzu, pianiste concertiste franco-espagnol.
- 23 décembre : Bruno Robilliard, pianiste, improvisateur et professeur français.
- 26 décembre : Daniel Klajner, chef d'orchestre suisse.
- 28 décembre : Béatrice Uria-Monzon, mezzo-soprano française († 19 juillet 2025).
- 31 décembre : Maya Beiser, violoncelliste américaine.

### Date indéterminée
- Freddy Cadena, chef d’orchestre équatorien.
- Peter de Caluwe, dramaturge belge.
- Frédéric Chaslin, chef d'orchestre, compositeur et pianiste français.
- Ilia Chkolnik, trompettiste, pianiste, compositeur et enseignant vaudois.
- Marie-Hélène Fournier, compositrice française de musique contemporaine.
- Didier Marc Garin, compositeur, pédagogue et chef de chœur français.
- Michael Zev Gordon, compositeur britannique.
- Winfried Grabe, compositeur, violoniste et chef d'orchestre allemand.
- Daniel Gremelle, saxophoniste français.
- Yolanda Kondonassis, harpiste américaine.
- Martin Krumbiegel, ténor, chef d'orchestre et musicologue allemand.
- Véronique Lacroix, cheffe d'orchestre québécoise.
- Jean-Yves Malmasson, compositeur et chef d'orchestre français.
- Roberto Molinelli, compositeur, chef d'orchestre et altiste italien.
- Sergio Morabito, metteur en scène d'opéra allemand.
- Pascal Moraguès, clarinettiste français.
- François Narboni, compositeur français.
- Sean O'Boyle, compositeur et chef d'orchestre australien.
- Jean-Luc Plouvier, pianiste, claviériste et compositeur belge.
- Manuel Rocha Iturbide, compositeur et artiste sonore mexicain.
- Federico Maria Sardelli, musicien, chef d'orchestre, musicologue et cartooniste italien.
- Elena Ruehr, compositrice américaine et enseignante au MIT.
- Stephan Schmidt, guitariste classique allemand.
- Chen Shi-Zheng, metteur en scène d'opéra.
- Marco Uvietta, compositeur italien.
- Piet Van Bockstal, hautboïste et compositeur belge.
- Peter Van Heyghen, chef d'orchestre et flûtiste à bec belge.
- Marco Aurelio Yano, compositeur brésilien († 1991).

## Décès

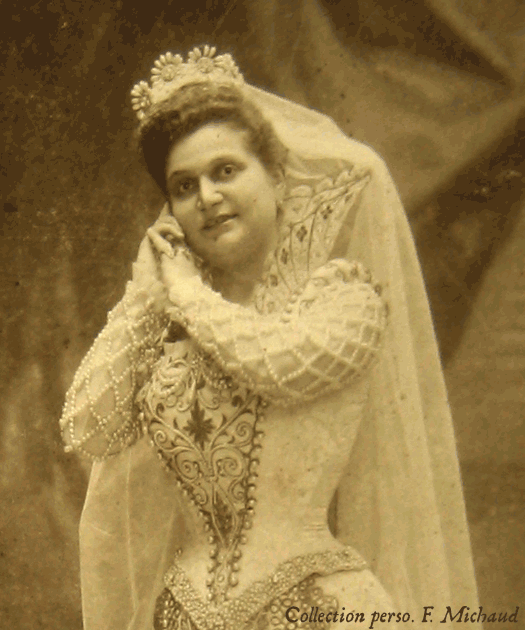
Alba Chrétien-Vaguet

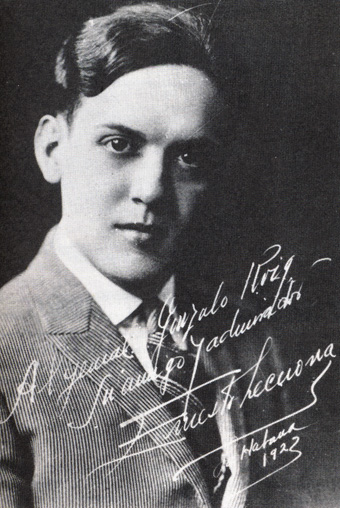
Ernesto Lecuona

- 3 janvier : Oskar Back, violoniste et pédagogue néerlandais d'origine autrichienne (° 9 juin 1879).
- 10 janvier : Tadeusz Szeligowski, compositeur polonais (° 13 septembre 1896).
- 30 janvier : 
  - Francis Poulenc, compositeur français (° 7 janvier 1899).
  - Arno Vetterling, compositeur et chef d'orchestre allemand (° 26 mars 1903).
- 8 février : Felix Slatkin, violoniste et chef d'orchestre américain (° 22 décembre 1915).
- 16 février : László Lajtha, compositeur, ethnomusicologue, chef d'orchestre et pédagogue hongrois (° 30 juin 1892).
- 19 février : Sviatoslav Knouchevitski, violoncelliste soviétique russe (° 24 décembre 1907).
- 20 février :
  - Ferenc Fricsay, chef d'orchestre hongrois (° 31 juillet 1914).
  - Jacob Gade, violoniste et compositeur danois (° 29 novembre 1879).
- 24 février : Lucien Haudebert, compositeur français (° 10 avril 1877).
- 28 février : Alba Chrétien-Vaguet, soprano française (° 8 mars 1872).
- 7 mars : Edmond Malherbe, compositeur français (° 21 août 1870).
- 17 mars : William Henry Squire, compositeur et violoncelliste anglais (° 8 août 1871).
- 21 mars : Maurice Cauchie, musicologue français (° 8 octobre 1882).
- 22 mars :
  - Archibald Joyce, chef d'orchestre anglais (° 25 mai 1873).
  - Mihály Székely, chanteur d'opéra hongrois (basse) (° 8 mai 1901).
- 30 mars : Alexandre Gaouk, compositeur et chef d'orchestre russe (° 15 août 1893).
- 9 avril : Benno Moiseiwitsch, pianiste britannique d'origine ukrainienne (° 22 février 1890).
- 5 mai : Heinrich Gebhard, pianiste, compositeur et pédagogue américain d'origine allemande (° 25 juillet 1878).
- 9 mai : Henri Cliquet-Pleyel, compositeur français (° 12 juin 1881).
- 12 mai : Carmen Barradas, compositrice, pianiste et professeure de chorale uruguayenne (° 18 mars 1888).
- 19 mai : Margaret Matzenauer, mezzo-soprano hongroise (° 1er mars 1894).
- 29 mai : Vissarion Chebaline, compositeur soviétique russe (° 11 juin 1902).
- 1er juin : Robert Pitrou, musicographe et germaniste français (° 28 septembre 1879).
- 5 août : Salvador Bacarisse, compositeur espagnol (° 12 septembre 1898).
- 29 août : Emma Lomax, compositrice et pianiste anglaiss (° 22 juin 1873).
- 8 octobre : Alamiro Giampieri, clarinettiste, compositeur et chef d'orchestre italien (° 3 juin 1893).
- 18 octobre : Cláudio Carneyro, compositeur portugais (° 27 janvier 1895).
- 25 octobre : Roger Désormière, chef d'orchestre et compositeur français (° 13 septembre 1898).
- 28 octobre : Mart Saar, compositeur et organiste estonien (° 16 septembre 1882).
- 1er novembre : Eugène Chartier, violoniste, altiste, chef d'orchestre et professeur de musique québécois (° 1893).
- 8 novembre : Simon Jurovsky, compositeur slovaque (° 8 février 1912).
- 11 novembre : Felix Krohn, chef d'orchestre et compositeur finlandais (° 20 mai 1898).
- 15 novembre : Fritz Reiner, chef d'orchestre hongrois naturalisé américain (° 19 décembre 1888).
- 21 novembre : Artur Lemba, compositeur estonien (° 24 septembre 1885).
- 26 novembre : 
  - Amelita Galli-Curci, soprano italienne (° 18 novembre 1882).
  - James Robert Gillette, organiste et compositeur américain (° 30 mai 1886).
- 29 novembre : Ernesto Lecuona, compositeur et pianiste cubain (° 6 août 1895).
- 5 décembre : Karl Amadeus Hartmann, compositeur allemand (° 2 août 1905).
- 11 décembre : Anthony Collins, compositeur et chef d'orchestre anglais (° 3 septembre 1893).
- 15 décembre : Wilibald Gurlitt, musicologue allemand (° 1er mars 1891).
- 28 décembre : Paul Hindemith, compositeur allemand (° 16 novembre 1895).